# Meir Porusch

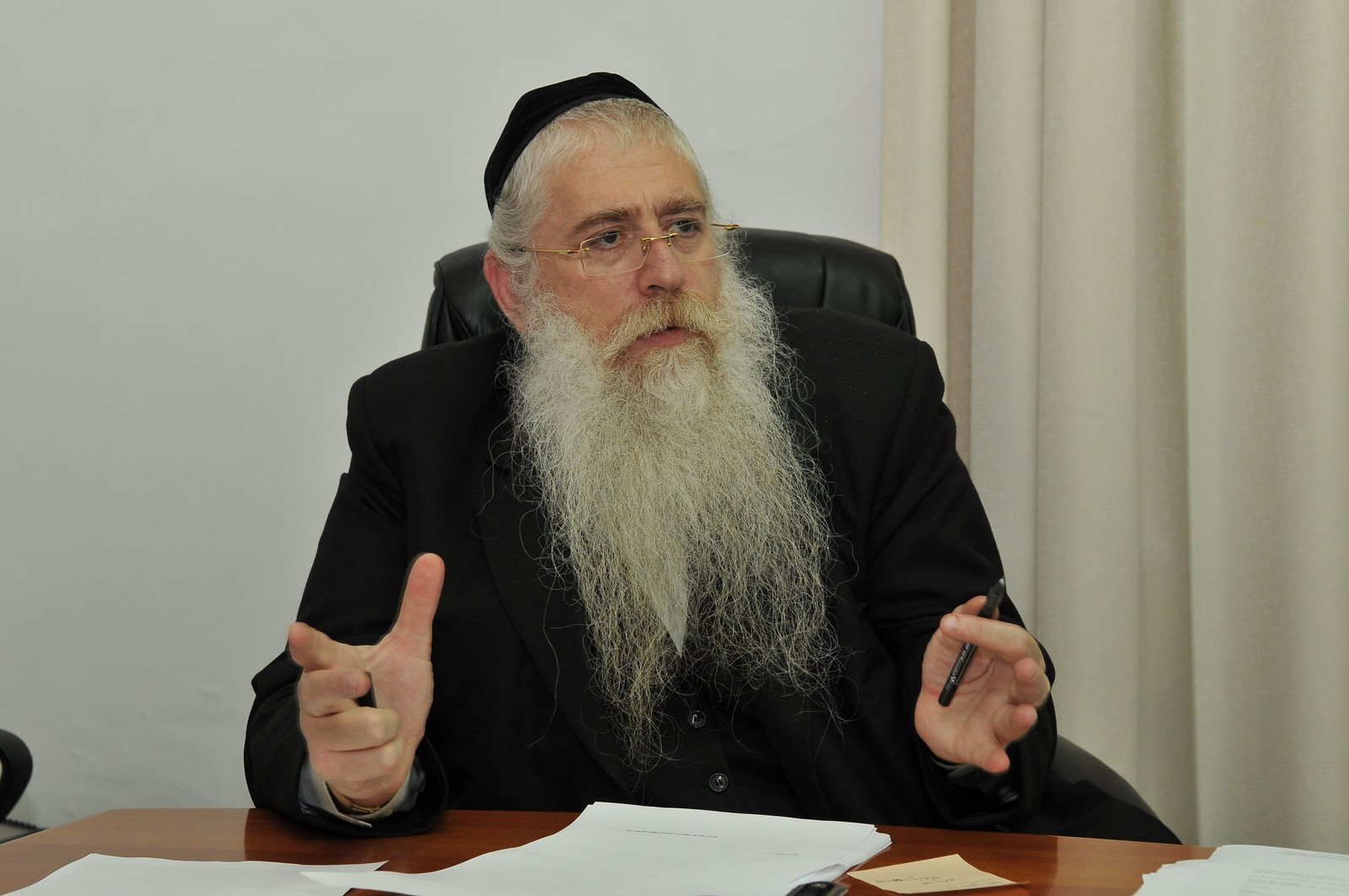
Meir Porusch

 Meir Porusch (hebräisch מאיר פרוש; * 11. Juni 1955 in Jerusalem) ist ein israelischer charedischer („ultra-orthodoxer“) Rabbiner und Politiker (Agudat Jisra’el/Vereinigtes Thora-Judentum). Er war von 1996 bis 2011 Mitglied der Knesset und ist es seit 2013 wieder. Von 1996 bis 1999 und von 2001 bis 2003 war er stellvertretender Bauminister, von 2009 bis 2011 stellvertretender Bildungsminister.

## Leben
Poruschs Vater war der Rabbiner Menachem Porusch (1916–2010), eines der dienstältesten Mitglieder der Knesset. Porusch ging jung in eine Jeschiwa. Nach dreizehn Jahren Mitgliedschaft im Stadtrat von Jerusalem (zeitweilig stellvertretender Bürgermeister) zog er 1996 als Kandidat für Agudat Yisrael auf der Liste des Vereinigten Thora-Judentums in die Knesset ein und war stellvertretender Minister für Wohnungsbau unter Benjamin Netanjahu. 1999 behielt er seinen Sitz in der Knesset nach den Wahlen, schied aber aus dem Kabinett aus. Nachdem Ariel Scharon die Wahlen zum Ministerpräsidenten im Jahr 2001 gewonnen hatte, wurde Porusch stellvertretender Minister für Bauen und Wohnen. Auch 2003 und 2006 zog Porusch erneut in die Knesset ein, erhielt allerdings keinen Kabinettsposten. Porusch trat bei der Wahl zum Bürgermeister von Jerusalem im Jahr 2008 an, verlor jedoch gegen den säkularen Politiker Nir Barkat. 2009 wurde er wieder in die Knesset gewählt und stellvertretender Bildungsminister. 2011 gab er beide Ämter im Rahmen einer Rotationsvereinbarung auf, zog aber bei den Wahlen 2013 erneut ins Parlament ein.
Seit 29. Dezember 2022 ist Porusch Minister für Jerusalemer Angelegenheiten und jüdische Tradition im Kabinett Netanjahu VI.
Porusch lebt mit seiner Frau und zwölf Kindern in Jerusalem.